# Mbanika
Mbanika, auch Banika, Mbanika Island oder Banika Island genannt, ist eine Insel etwa 48 km nordwestlich von Guadalcanal im pazifischen Inselstaat Salomonen. Sie gehört zu den der Russell-Inseln in der Central-Provinz der Salomonen.

## Geographie
Die dicht bewaldete Insel ist bis zu 13 km lang (Nordost nach Südwest) und maximal 6 km breit.
An der Ostküste liegt der Hafenort Yandina, Hauptort der Insel sowie der gesamten Inselgruppe. Pavuvu, die größte und Hauptinsel der Russell-Inseln, liegt westlich von MBanika, getrennt von dieser durch den 12 km langen und nur 800 m breiten Sunlight Channel.

## Verkehr
Nahe Yandina befindet sich das einzige Flugfeld der Russell-Inseln, der kleine Flughafen Yandina (IATA-Code: XYA).